# Barcelona pel Canvi-Ciutadans
Barcelona pel Canvi-Ciutadans, inicialment Barcelona Capital Europea (VallsBCN2019), va ser la plataforma electoral presentada per Manuel Valls per concórrer a les eleccions municipals espanyoles de 2019 a Barcelona.

## Història
Valls va anunciar en una roda de premsa al setembre de 2018 el nom de la candidatura, un dia després de confirmar les seves intencions de concórrer a les eleccions municipals espanyoles de 2019 de maig a Barcelona i aspirar a l'alcaldia de la ciutat. Ciutadans-Partit de la Ciutadania (Cs) va declinar participar en els comicis per donar suport a aquesta plataforma.

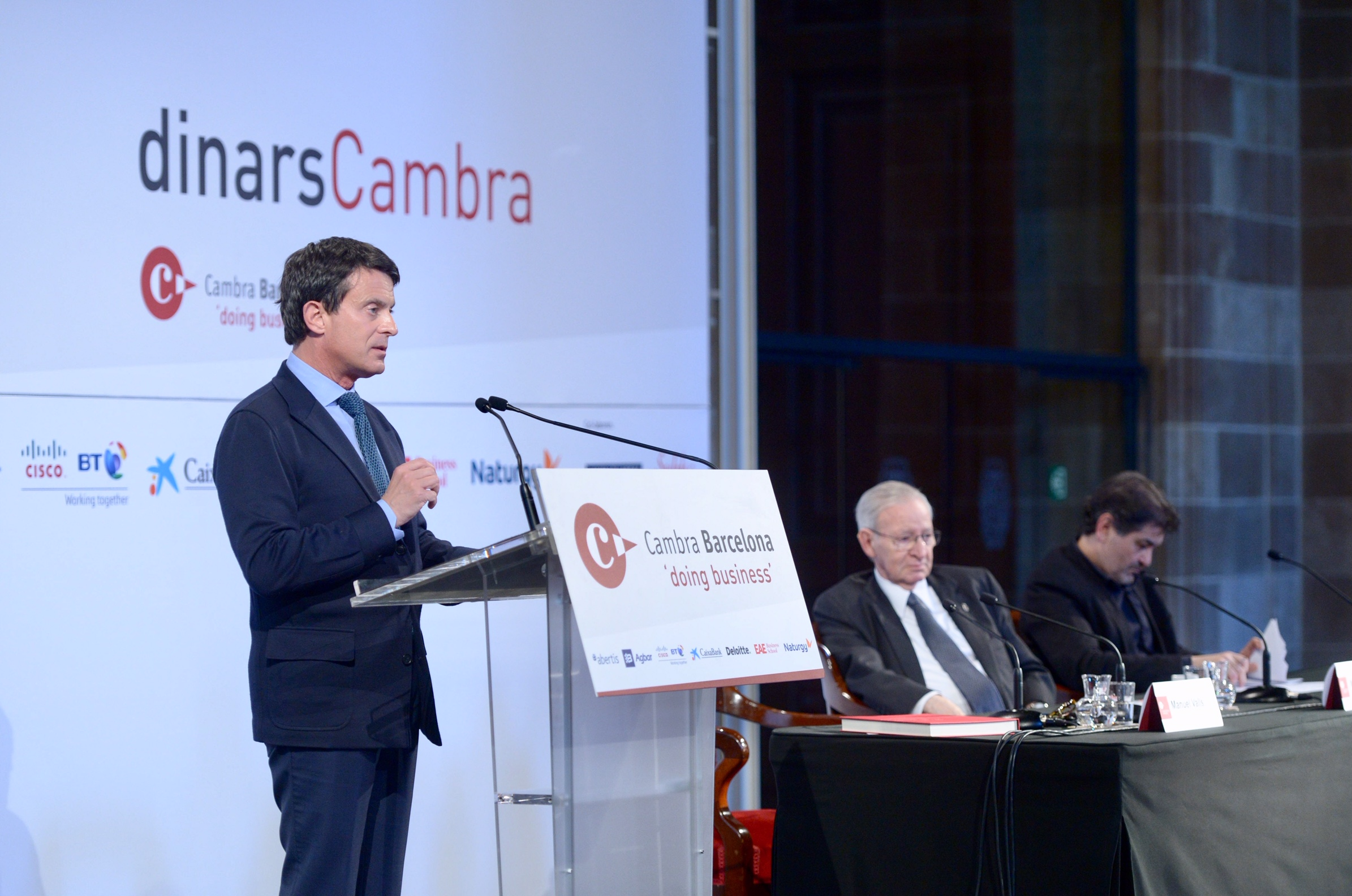
Valls a març de 2019 durant un acte patrocinat per la Cambra de Comerç de Barcelona.

L'octubre de 2018, Valls es va reivindicar com el candidat de «totes les elits» barcelonines. La plataforma va ser recolzada posteriorment en un altre acte d'inici de precampanya, el desembre de 2018, per polítics de Cs (Inés Arrimadas, Jordi Cañas, Carina Mejías o Begoña Villacís), Units per Avançar (Eva Parera), militants de Lliures, i per empresaris i personalitats públiques com Josep Maria Bricall.
El 22 de gener de 2019 la direcció de Lliures va decidir integrar-se dins de la plataforma electoral. De manera similar, Unió Progrés i Democràcia va decidir sumar-se a la plataforma al febrer de 2019. El 28 de febrer de 2019 Valls va presentar a Celestino Corbacho com a número 3 de la llista. El 8 març de 2019 l'equip de Valls va anunciar a María Luz Guilarte (diputada al Parlament de Catalunya per Cs), Eva Parera (que va declarar que abandonaria la militància en Units) i Noemí Martín (consellera de Cs al districte de Nou Barris) com números 2, 4 i 8 de la candidatura, respectivament.
L'11 d'abril es van anunciar els primers 23 integrants de la candidatura: Manuel Valls; Mari Luiz Guilarte, Celestino Corbacho, Eva Parera, Paco Sierra, Marilén Barceló, Óscar Benítez, Noemí Martín, Fernando Carrera, Julia Barea, Carlos Rivadulla, Chantal Moll, Pedro Miret, Marta Guillermo, Albert Guivernau, María Eugenia Angulo, Pedro Vargas Heredia, Carlos Silva, Romina Bemelmans, Nico Ortiz, Núria Amat, Adriana Rubial i Marcos Rodríguez.
El 17 d'abril es va anunciar que el nom definitiu amb el qual es presentarà la plataforma de Valls seria Barcelona pel Canvi-Ciutadans, incorporant així una menció explícita a Cs, un dels partits integrats en la llista, al costat del del nom del partit polític de nova creació registrat per Valls. Es va anunciar també llavors la composició completa de la llista, tancada simbòlicament per Ramón de España (no. 40) i Inés Arrimadas (no. 41).
Tres regidors de Barcelona pel Canvi (els que no eren militants de Ciutadans) van votar a favor d'Ada Colau com a alcaldessa de Barcelona, fet que va propiciar la seva elecció. Valls ho va argumentar una opció preferible a la d'un alcalde independentista. L'endemà passat, Ciutadans va anunciar la seva ruptura amb Valls i amb Barcelona pel Canvi.
A les eleccions municipals espanyoles de 2023 Barcelona pel Canvi es va presentar com Valents, sense obtenir la representació esperada i va acabar presentant concurs de creditors l'estiu de 2023. La candidatura en solitari de Ciutadans, encapçalada per Anna Grau i Àrias tampoc va obtenir representació al cap i casal.